# Namibische Basketballnationalmannschaft
Die Basketballnationalmannschaft von Namibia vertritt Namibia in internationalen Wettbewerben des Männerbasketballs. Sie ist Teil der Namibian Basketball Federation. Die Mannschaft hat bisher weder an Weltmeisterschaften, noch an den Commonwealth Games oder den Basketball-Afrikameisterschaften teilgenommen. 2005 nahm die Mannschaft einmalig an der Qualifikation für diese teil.
Unterstützung erhält die Mannschaft im Rahmen einer deutsch-namibischen Basketballförderung des Deutschen Basketball Bundes.